# Vicki Etiebet
Vicki Etiebet (ur. 12 sierpnia 1979 w Ottawie) – brytyjska wioślarka.

## Osiągnięcia
- Mistrzostwa Świata – Eton 2006 – ósemka – 8. miejsce[1].
- Mistrzostwa Świata – Monachium 2007 – czwórka bez sternika – 4. miejsce[1].
- Mistrzostwa Europy – Poznań 2007 – ósemka – 3. miejsce[1].
- Igrzyska Olimpijskie – Pekin 2008 – ósemka – 5. miejsce[1].